# Synthetische biologie
Synthetische biologie is het (her-)ontwerpen van cellen of delen daarvan. Hierbij maken synthetisch biologen veel gebruik van genetische modificatie. In sommige gevallen gaan de onderzoekers zelfs verder: ze bouwen en ontwerpen zelf het DNA dat ze willen gebruiken. Zo hebben synthetisch biologen meer controle over de cel waaraan ze bouwen. Er bestaan al internetbedrijven die DNA in een gewenste volgorde kunnen maken en opsturen. Een voorbeeld hiervan is Mr. Gene en Integrated DNA Technologies.

## Definitie
Een harde definitie voor synthetische biologie bestaat nog niet. Een veelvoorkomend kenmerk van de synthetische biologie is dat men ontwerpmethoden zoals abstractie en modulaire systemen probeert te introduceren in de biologie.
In het rapport 'Leven Maken' geeft het Rathenau Instituut een idee van synthetische biologie:
"Onderzoekers omschrijven synthetische biologie als een nieuwe vorm van biotechnologie, waarbij het modificeren van bestaande, natuurlijke levensvormen geleidelijk overgaat in het gericht ontwerpen van nieuwe, kunstmatige levensvormen."
De ETC Group, een internationaal platform dat maatschappelijke gevolgen van nieuwe technologieën in kaart brengt, geeft deze omschrijving:
"The design and construction of new biological parts, devices and systems that do not exist in the natural world and also the redesign of existing biological systems to perform specific tasks. Advances in nanoscale technologies – manipulation of matter at the level of atoms and molecules – are contributing to advances in synthetic biology."
Vertaald is dat het volgende:
"Het ontwerpen en bouwen van nieuwe biologische onderdelen, apparaten en systemen die niet in de natuur voorkomen alsmede het herontwerpen van bestaande biologische systemen om specifieke taken te verrichten. Vooruitgang in technologieën op nanoschaal - manipulatie van materialen op atoom- en molecuulniveau - dragen bij aan vooruitgang binnen de synthetische biologie."
Het onderscheid tussen bestaand levend verbouwen en nieuw leven maken - een volledig nieuw organisme - is belangrijk. Behalve de ETC Group brengt ook het Rathenau Instituut deze scheiding aan. Wetenschappers zijn al volop bezig met het verbouwen van cellen, terwijl het van tweede begrip, leven maken, nog nauwelijks sprake is. Synthetisch biologen zijn daar nog maar net aan begonnen. Volgens een interview met de Deense wetenschapper Steen Rasmussen, hoeven we een kunstmatige cel voorlopig niet te verwachten. Rasmussen wil op het Amerikaanse Los Alamos National Laboratory aan een kunstmatige, levende cel bouwen: die noemt hij de 'protocell'.

## Doelen
Naast het verwerven van kennis over hoe cellen werken, zouden synthetisch biologen graag goedkopere medicijnen willen maken of klimaatproblematiek willen oplossen. Eerste wetenschappelijke resultaten zijn er al. Het Nederlandse bedrijf DSM heeft in een Nature publicatie laten weten de schimmel Penicillium notatum dusdanig te hebben verbouwd, dat deze een antibioticum uit de cefalosporine-groep kan aanmaken.
Er zijn meer initiatieven. Zo zegt synthetisch bioloog Craig Venter in de New Scientist een bacterie te willen ontwerpen die de wereld op een schone manier van energie voorziet. Een ander voorbeeld is Jay Keasling. Zijn team wil bacteriën ombouwen tot een chemische fabriek om goedkope malaria-medicijnen te produceren.
Verder bestaat er een synthetische biologie competitie tussen universiteiten, genaamd iGEM, waarin studenten in teams samenwerken om de synthetische biologie verder te ontwikkelen. Een van de kerndoelen hierin is het toepassen van ontwerpmethoden zoals abstractie en modulair ontwerpen in de biologie. Dit zijn bekende methoden in oudere technieken zoals elektrotechniek, en zijn in biologie in opkomst. Binnen Nederland doen zowel Groningen als de TU Delft mee aan iGEM. Inmiddels hebben ook Amsterdam (samenwerking UvA en VU) en Wageningen met de wedstrijd mee gedaan.  Internationaal deden er in 2009 al meer dan 110 teams en 1200 studenten mee aan deze competitie, en lijkt dit aantal sterk te gaan oplopen in de toekomst.

## Synthetisch DNA
In 2008 werd het genoom van de bacteriële parasiet Mycoplasma genitalium gesynthetiseerd. Het genoom bestaat uit  582.970 baseparen. In 2017 rapporteerde een internationale groep wetenschappers verenigt in het 'Synthetic Yeast Genome Project' dat ze 6 van de 16 chromosomen van de bakkersgist Saccharomyces cerevisiae vanuit de chemische bestanddelen hadden gesynthetiseerd. Dit was gedaan op basis van de basevolgorde die in 1996 was vastgesteld. De totale lengte van het DNA van gist bedraagt plm. 12 miljoen baseparen.

## In de media
- (web.archive.org) Uitzending van Labyrint over de ontwikkelingen in synthetische biologie